# فولکس‌واگن تیپ ۲ (تی۳)
فولکس‌واگن تیپ ۲ (تی۳) (Volkswagen Type 2 (T۳)) خودرویی است که در سال‌های مه ۱۹۷۹ تا July ۱۹۹۲در هانوور، آلمان و آفریقای جنوبی تولید شده‌است.
این خودرو در کلاس ون قرار گرفته، طراحی آن موتور عقب، توزیع نیروی پیشران و خودرو چهار چرخ محرک بوده است. سیستم جعبه‌دندهٔ آن ۵ دنده به دو صورت خودکار و دستی است.

## نگارخانه

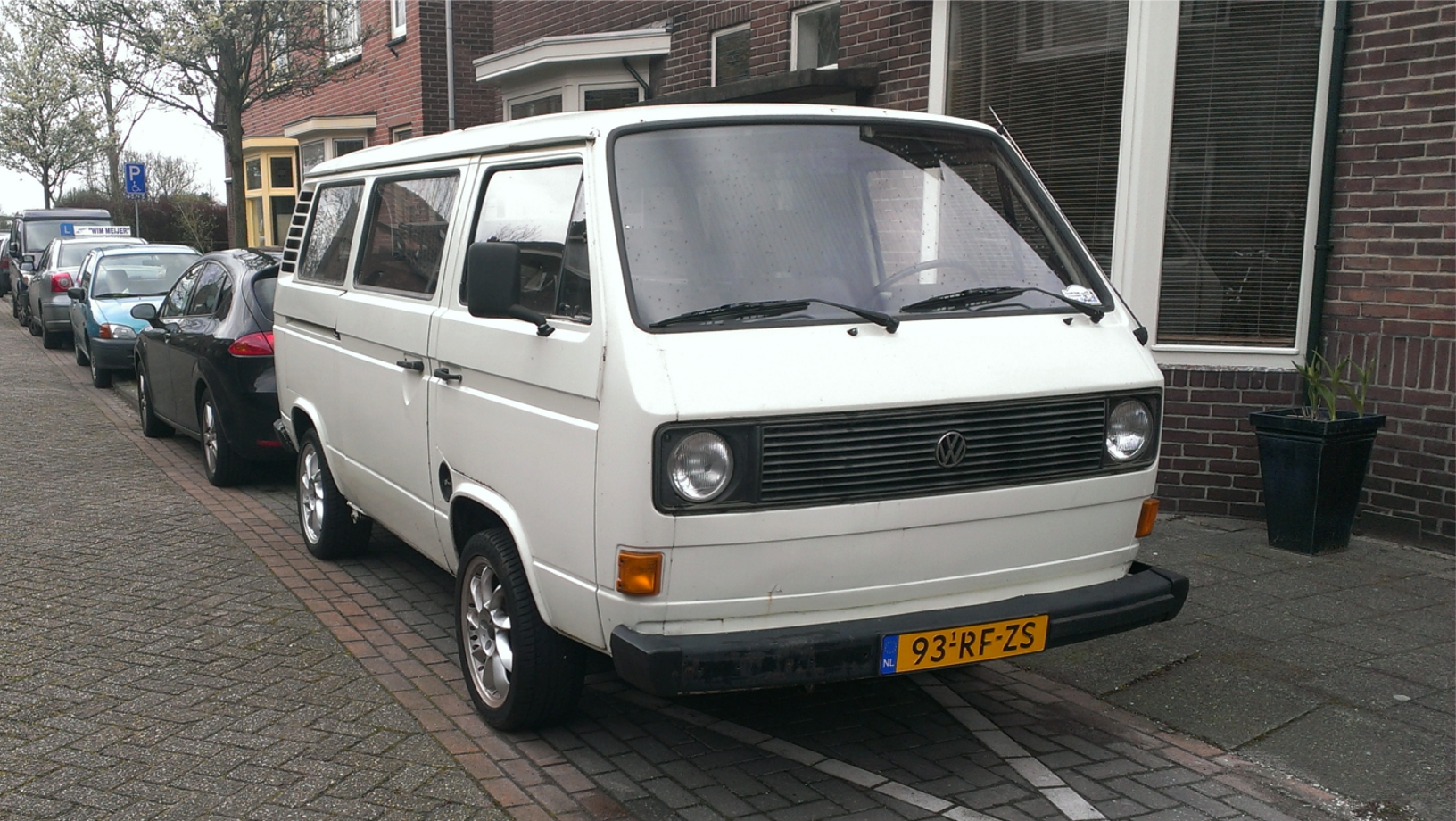
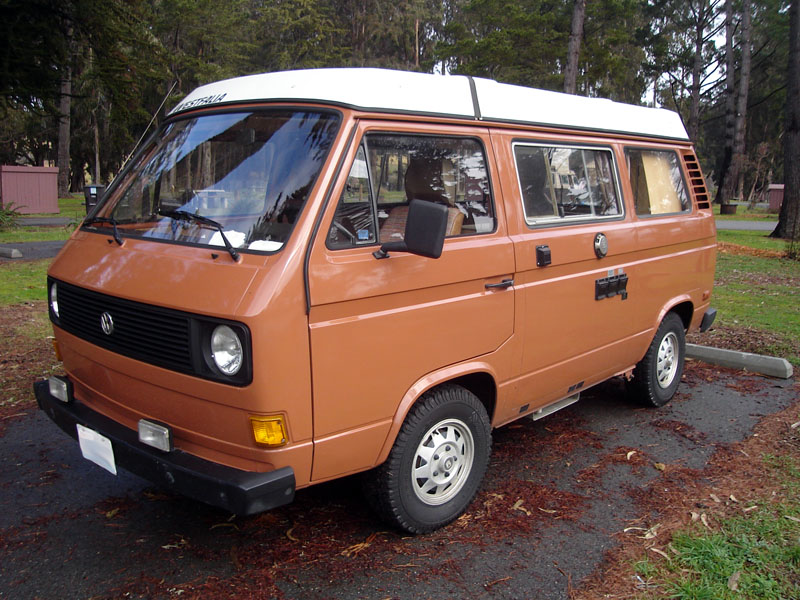
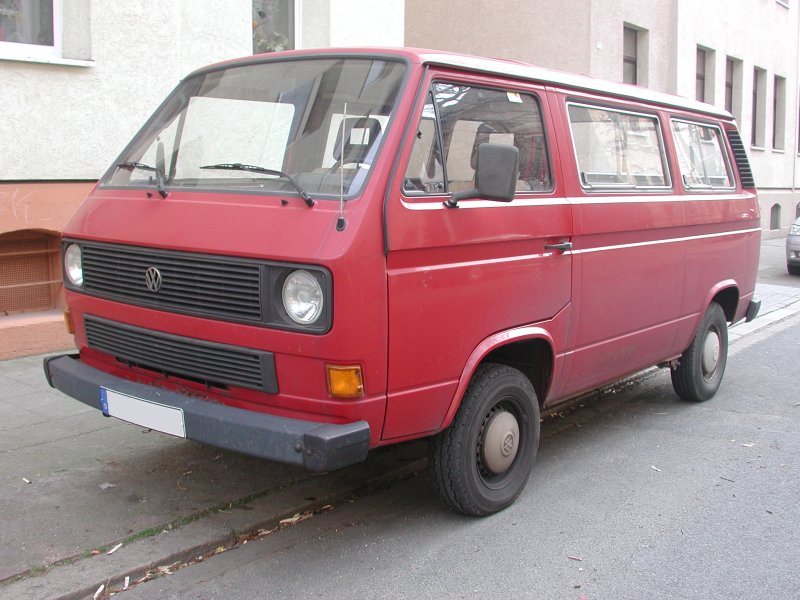
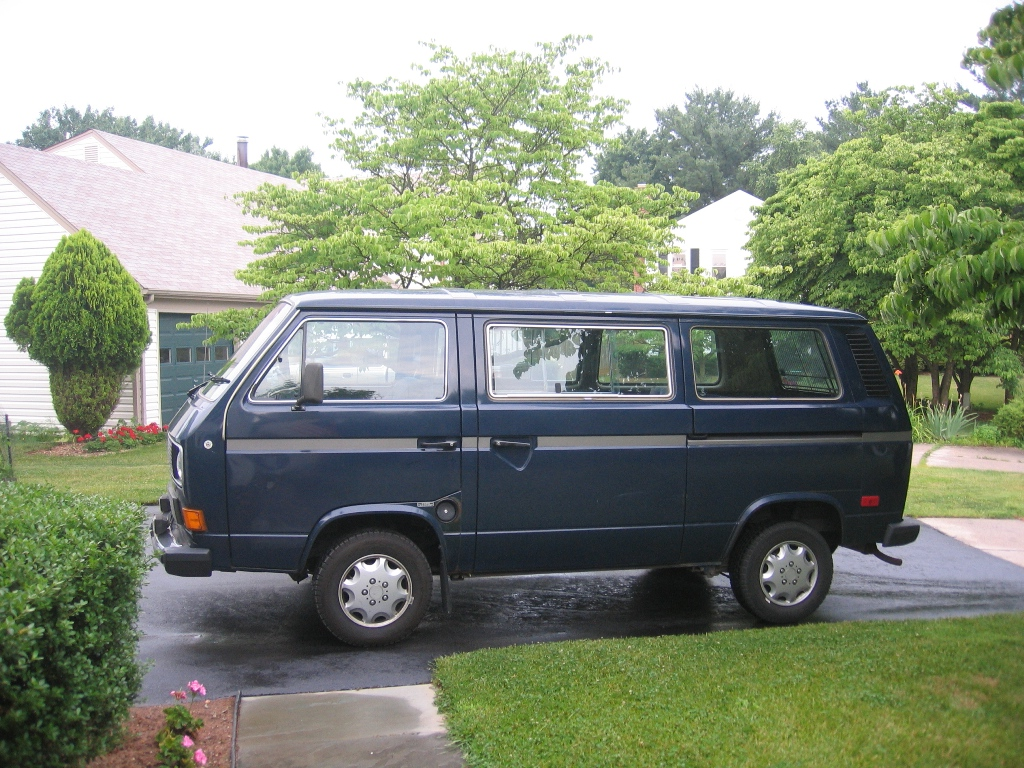
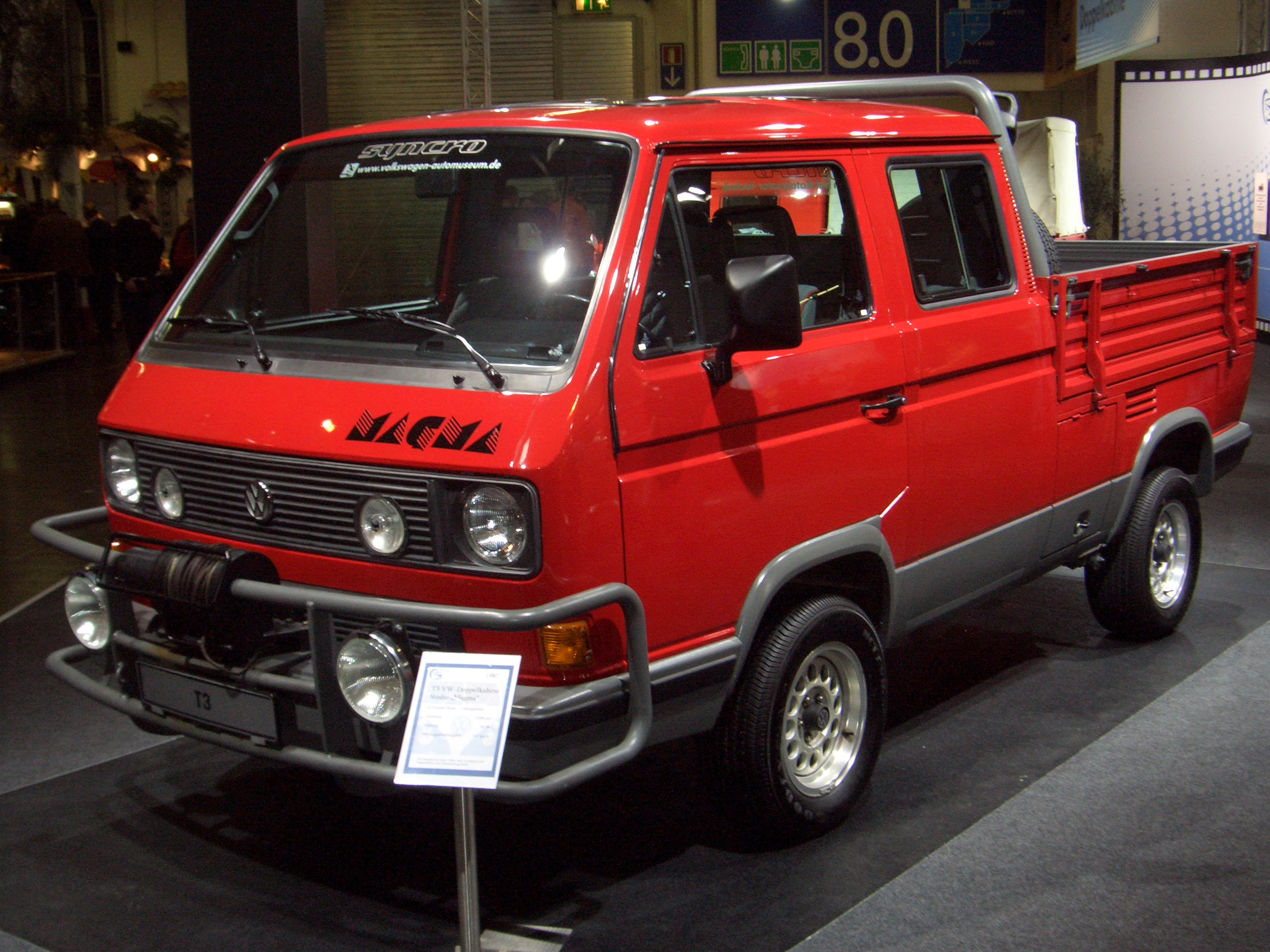
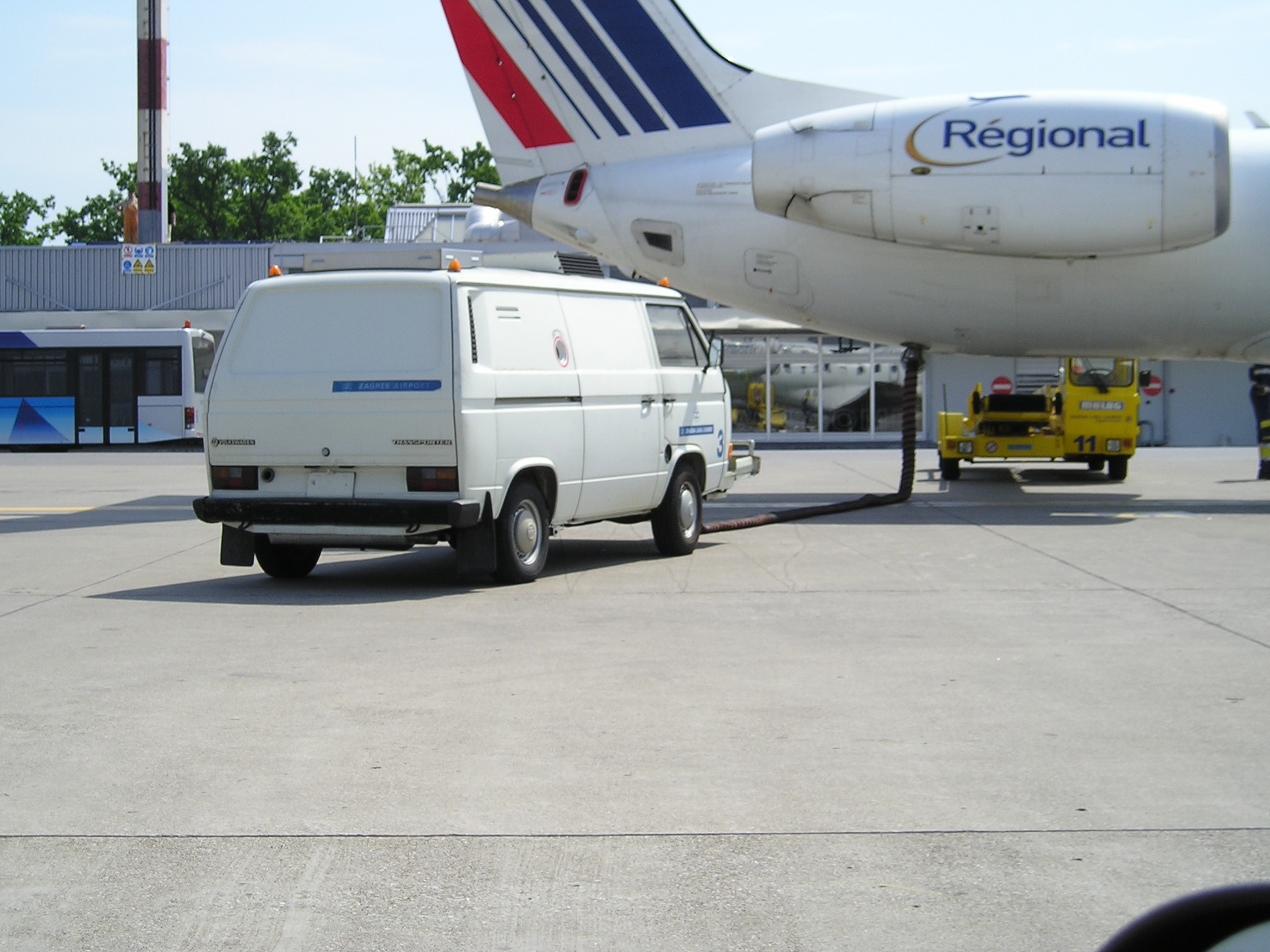
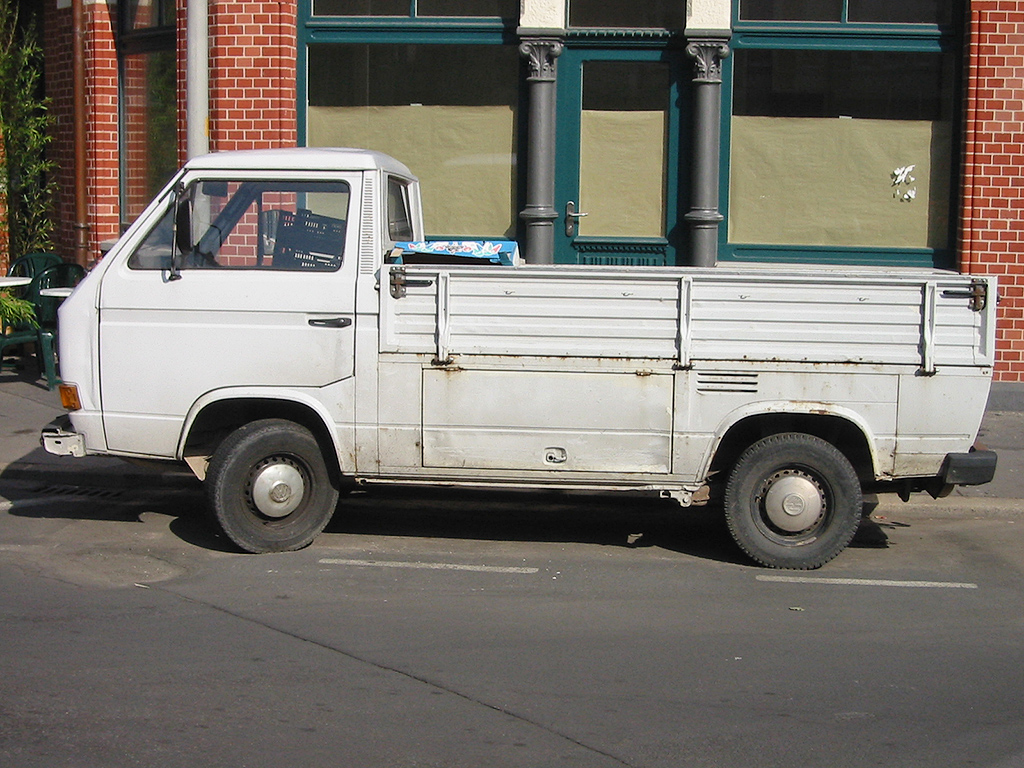
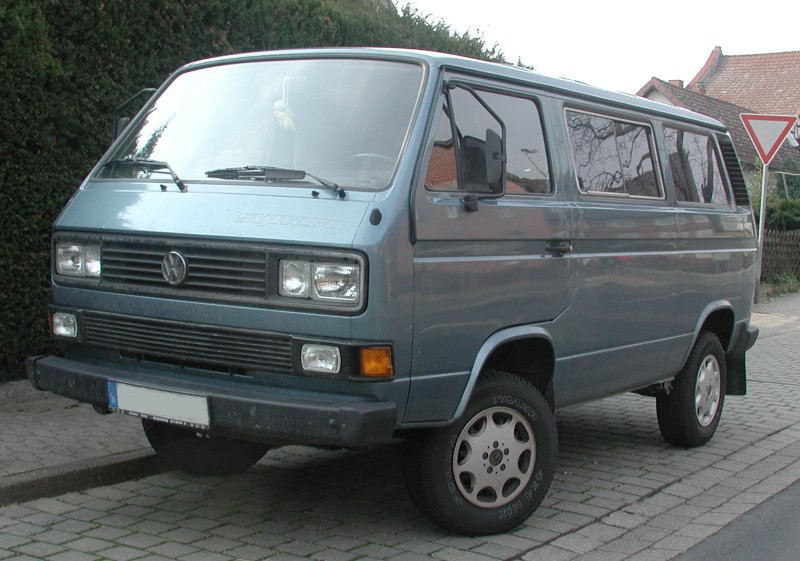
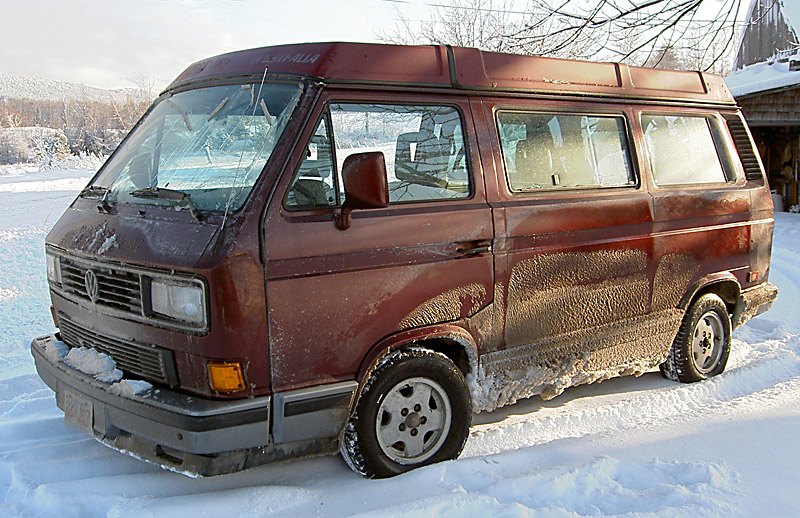
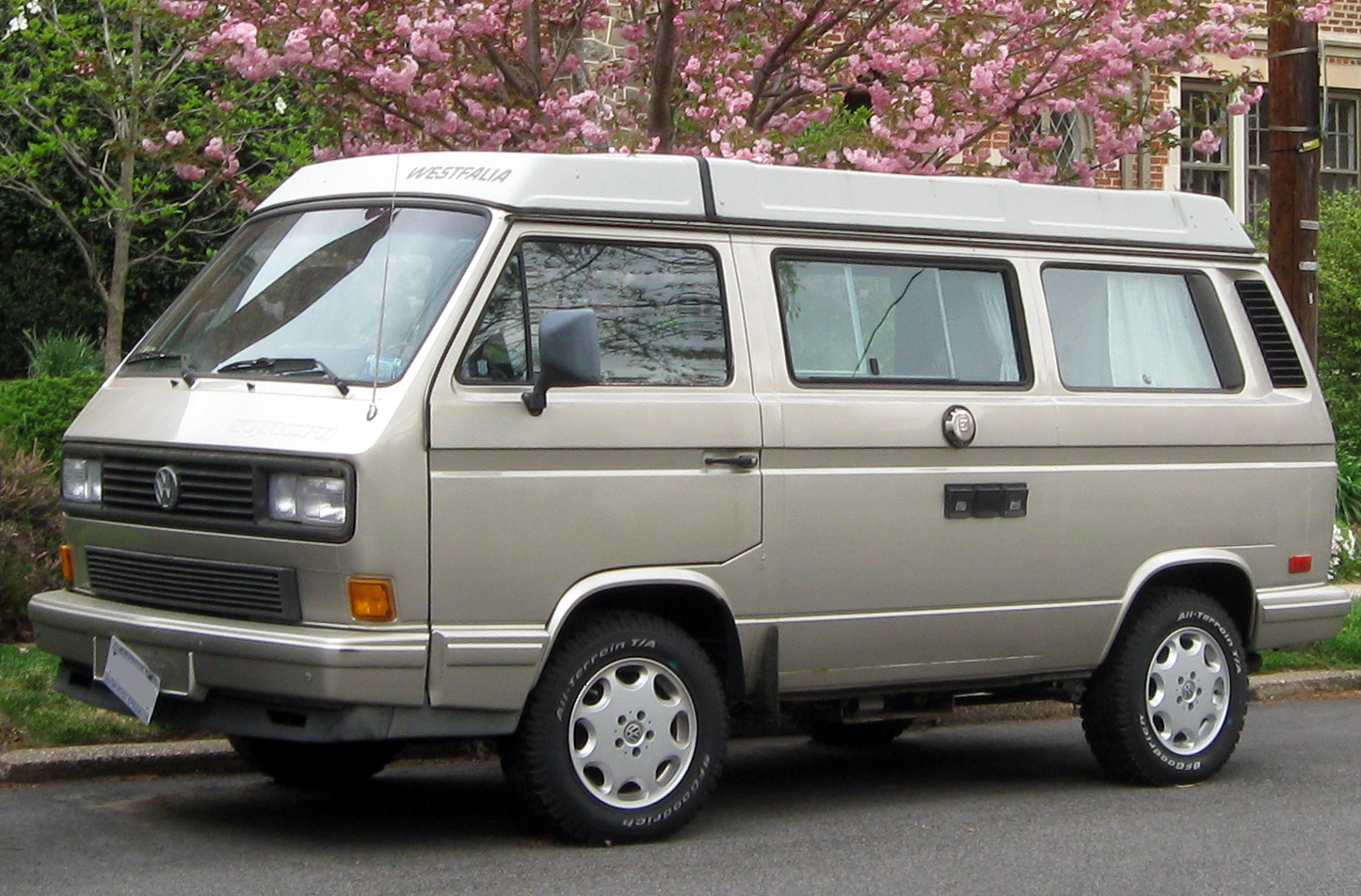
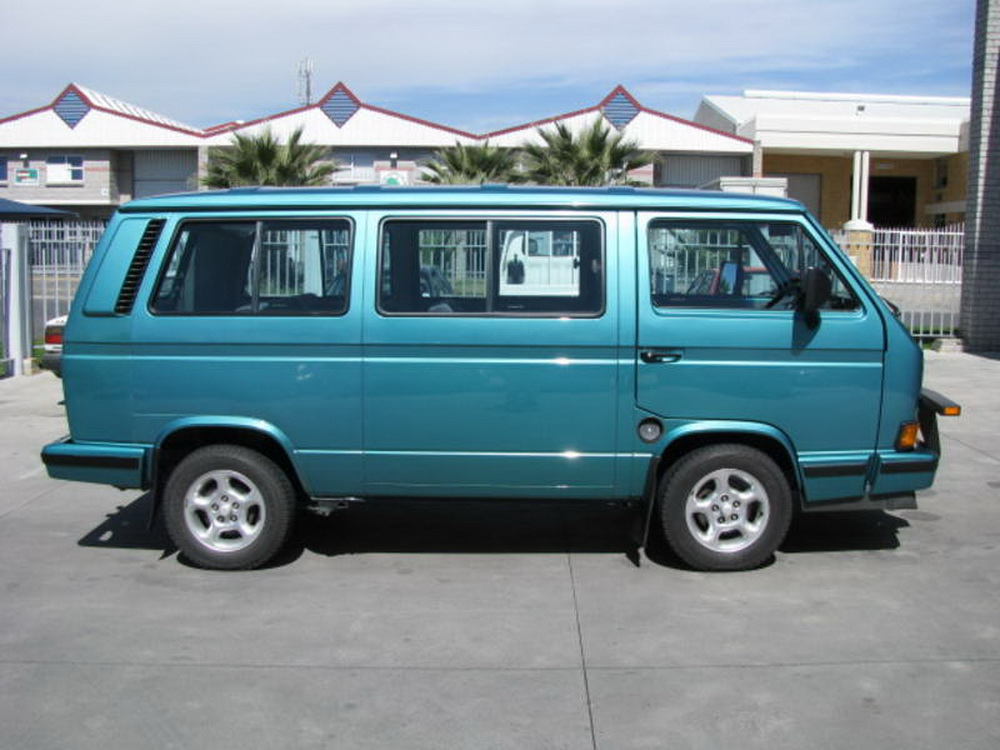
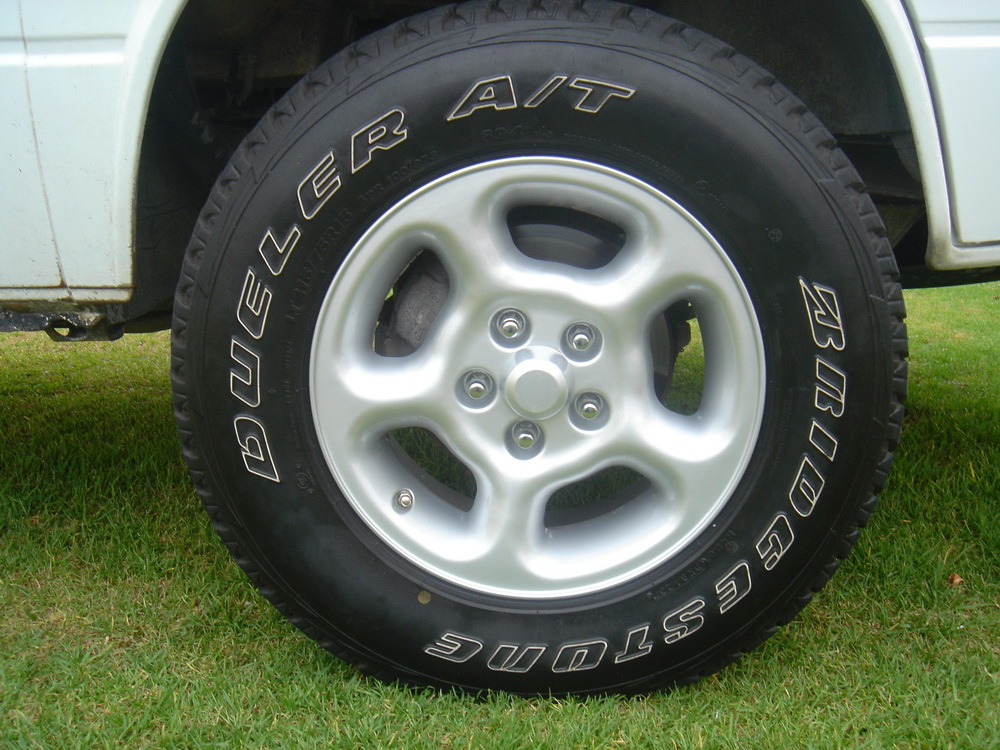